# راي كونزي
راي كونزي (بالإنجليزية: Ray Kunze) هو رياضياتي وأستاذ جامعي أمريكي، ولد في 7 مارس 1928 في دي موين في الولايات المتحدة، وتوفي في 21 مايو 2014.